# Picahielo

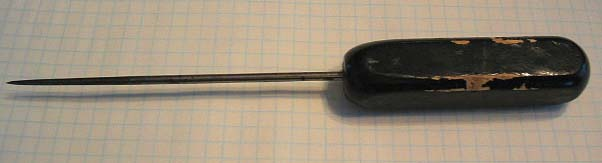
Picahielo.

El picahielo o picahielos es un utensilio de cocina, duro y de forma alargada, con uno de sus extremos adaptado para el manejo manual y el otro terminado en una punta afilada. Su función es la de servir en la labor de romper el hielo que pueda haberse formado en algún lugar, para lo cual se golpea su punta contra la superficie congelada y luego se procede a desastillarla. El resultado es hielo picado, es decir, fragmentos irregulares del bloque de hielo original cuya utilidad puede llegar al ámbito de la alimentación (entre otros) mediante la elaboración de ciertas bebidas, refrescos o granizados.